# Microcos malacocarpoides
Microcos malacocarpoides är en malvaväxtart som först beskrevs av De Wild., och fick sitt nu gällande namn av Jean Laurent Prosper Louis. Microcos malacocarpoides ingår i släktet Microcos och familjen malvaväxter. Inga underarter finns listade i Catalogue of Life.